# Sigismund Schwarz
Sigismund Schwarz (auch Siegmund; * 30. Mai 1849 in Hohenems; † 30. Oktober 1919 in Bozen) war ein österreichischer Bankier und Unternehmer.

## Leben

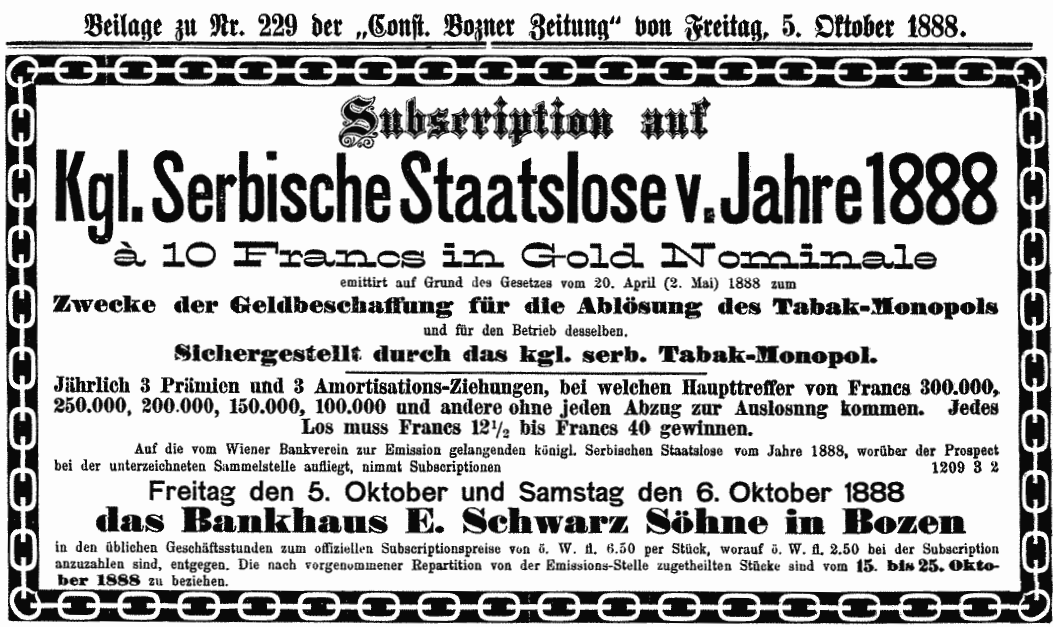
Werbeschaltung des Bankhauses E. Schwarz & Söhne in der Bozner Zeitung mit kgl. serbischen Staatslosen, 1888

Sigismund Schwarz entstammte einer jüdischen Familie, die vor allem im Brauereiwesen tätig war. Ein einseitig aufgelöster Pachtvertrag durch die Stadt Bozen war mit der kurzfristigen Ausweisung verbunden, und so gründete sein Vater Ernst Schwarz 1848 in Hohenems ein Bankhaus, das nach der erfolgreich erkämpften Aufhebung des Ausweisungsbescheids um eine Filiale in Bozen erweitert wurde. Seine Brüder kehrten nach Südtirol zurück und setzten die Brauereigeschäfte fort. Diese konzentrierten sich zunächst auf die 1849 erworbene Brauerei in Vilpian sowie auf die 1904 gepachtete (und 1934 zur Anlage der Freiheitsstraße abgerissene) Klösterle-Brauerei in Gries.

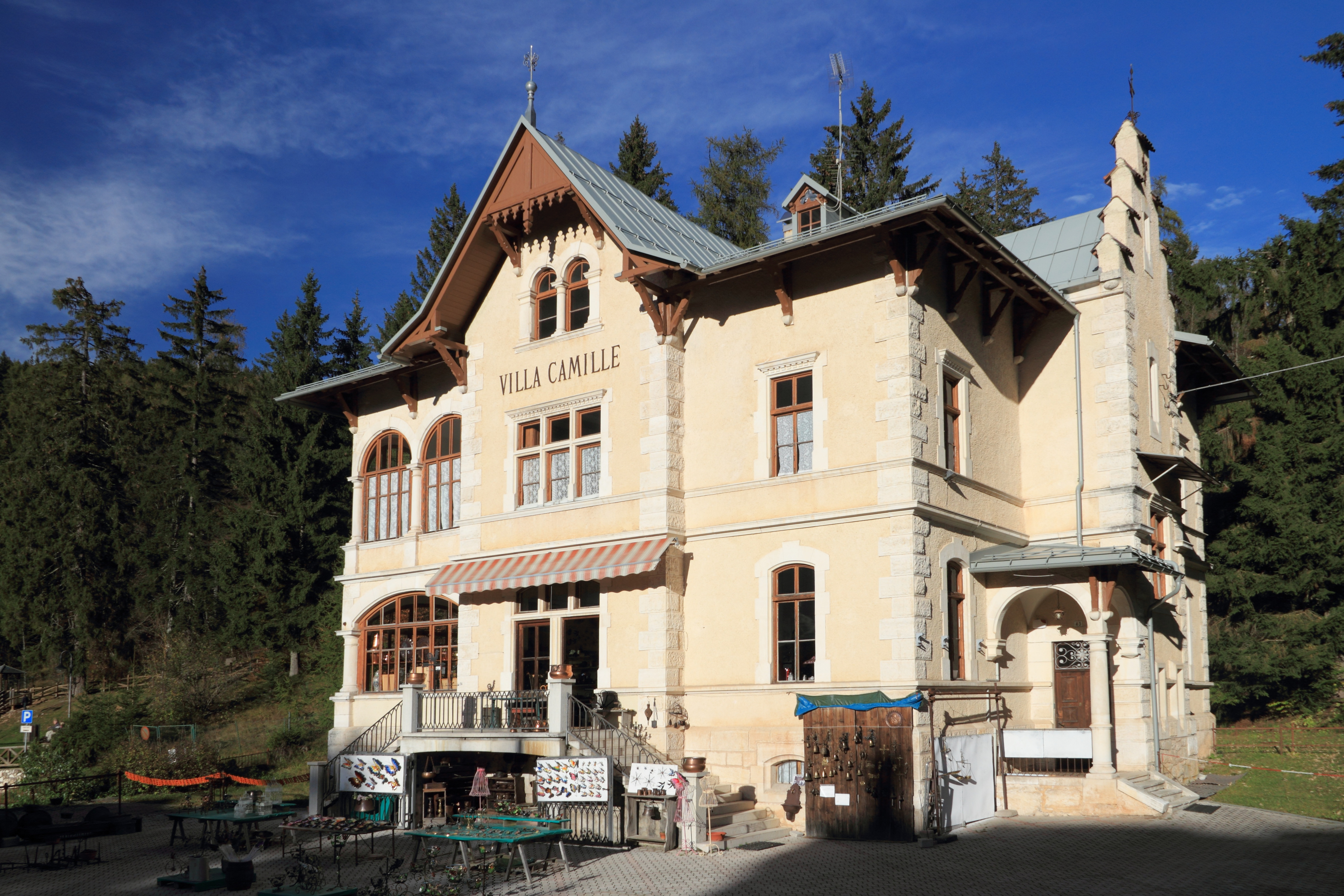
Die von Sigismund Schwarz errichtete Villa Camille am Mendelpass

Sigismund Schwarz übernahm 1876 gemeinsam mit Arnold, der in Hohenems geblieben war, das Bankhaus und führte es unter dem Namen „Ernst Schwarz Söhne“ an den beiden Standorten weiter. 1904 wurde es in eine Filiale der k. k. privilegierten Österreichischen Kredit-Anstalt für Handel und Gewerbe mit Sigismund als Direktor-Stellvertreter umgewandelt.
Schwarz war zudem ein Eisenbahnpionier und trat als Promotor des Lokalbahnbaus in Südtirol in Erscheinung. So war er 1901–1919 Präsident der Überetscher Bahn AG (Bahneröffnung 1898), ferner Verwaltungsratspräsident und Finanzier der 1891 eröffneten, 1936 eingestellten Lokalbahn Mori–Arco–Riva, der 1907 erbauten und im Zweiten Weltkrieg zerstörten Virglbahn sowie großzügiger Förderer der Rittner Bahn (Eröffnung 1907) und der Vinschgaubahn (eröffnet 1906).
Schwarz war Präsident der Sektion Südtirol des Schutzverbandes alpenländischer Brauereien. Er stand der Israelitischen Kultusgemeinde in Bozen vor und wurde dort im Familiengrab auf dem Jüdischen Friedhof bestattet.
Auch als Bauträger trat Schwarz hervor und ließ etwa am Mendelpass die Villa Camille und am Virgl villenartige Wohnbauten (im Zweiten Weltkrieg zerstört) errichten.
Nach Sigismund Schwarz sind Straßen im Industriegebiet Bozen und in Vilpian benannt.